# 德莫特 (阿肯色州)
德莫特（英語：Dermott）是一個位於美國阿肯色州奇科特縣的城市。

## 地理
德莫特的座標為33°41′43″N 91°26′16″W / 33.69528°N 91.43778°W，而該地的平均海拔高度為43米（即141英尺）。

## 人口
根據2020年美國人口普查的數據，德莫特的面積為9.05平方千米，當中陸地面積為8.86平方千米，而水域面積為0.19平方千米。當地共有人口2021人，而人口密度為每平方千米223人。